# Logisk bomb
En logisk bomb är ett stycke programkod i ett program som aktiverar en viss funktion när vissa i förväg satta villkor uppfylls. Aktiveringen kan ske antingen vid en bestämd tidpunkt eller då en bestämd omständighet inträffar. Ett exempel kan vara en programmerare som lägger till ett stycke kod som automatiskt raderar filer (till exempel ur en databas) om han/hon slutar på företaget. En logisk bomb är passiv till dess att den aktiveras.
Många datorvirus använder ofta denna teknik för att effektivare kunna spridas. Viruset sprider sig då utan att göra någon skada utåt sett (är passivt) men vid ett i förväg bestämt tillfälle så aktiveras det, till exempel på fredagen den 13:e och gör sin skada då. Trojanska hästar som aktiveras vid bestämda tidpunkter kallas ofta "tidsinställda bomber".
För att räknas som en logisk bomb så måste koden som aktiveras vara oönskad och oväntad för användaren. Ett exempel är prova-på-program där man gratis kan testa programmet i 30 dagar men sedan slutar det att fungera. Detta räknas alltså inte som en logisk bomb eftersom användaren är medveten om funktionen från början.